# The Temper Trap
The Temper Trap ist eine australische Rockband aus Melbourne.

## Bandgeschichte
Dougy Mandagi, der aus Indonesien nach Australien eingewandert war und sich unter anderem als Straßenmusiker verdingt hatte, lernte bei einem Job in einem Geschäft in Melbourne den Schlagzeuger Toby Dundas kennen, und beide beschlossen, eine Band zu gründen. Mit dem Bassisten Jonathan Aherne, den Mandagi sechs Jahre zuvor kennengelernt hatte, traten sie gemeinsam auf. Ein Jahr lang wechselte die Besetzung des Gitarristen, bevor Lorenzo Sillitto, ein Freund von Dundas, dessen Band sich gerade aufgelöst hatte, die endgültige Formation von The Temper Trap vervollständigte.
Sie tourten durch ganz Australien und brachten 2006 auch eine eigene EP heraus. Schließlich wurde der britische Produzent Jim Abbiss auf sie aufmerksam. Mit ihm nahmen sie ihr Debütalbum Conditions auf. Im Herbst 2008 veröffentlichten sie ihre erste Single Sweet Disposition. Dazu kamen internationale Auftritte, zum Beispiel bei der Musexpo in London, beim CMJ Music Marathon in New York und bei South by Southwest. Außerdem spielten sie beim Southside Festival und Hurricane Festival in Deutschland. Die Band wurde in die Prognosen für erfolgreiche Künstler 2009 der BBC (Sound of 2009) und des New Musical Express aufgenommen.
Nach Fertigstellung des Albums wurde es im Juni 2009 in Australien veröffentlicht, wo es bis in die Top 10 der Albumcharts stieg. Zuvor waren die vier Musiker schon nach Großbritannien umgezogen, wo Single und Album im August herausgebracht wurden. Beide konnten sich ebenfalls in den dortigen Charts platzieren. Zusätzlich Popularität bekam Sweet Disposition durch die Verwendung in einem Peugeot-Werbespot und die Aufnahme in den Soundtrack des Films 500 Days of Summer. Sowie im Jahre 2014 erschienenen Action/Thriller „Three Days to Kill“ mit Kevin Costner, fand der Song ebenfalls Verwendung im Abspann. Auch Deichmann hatte für seine Graceland Kampagne den Song Sweet Disposition ausgewählt. Den Rest des Jahres touren The Temper Trap durch Großbritannien, die USA und ganz Westeuropa. 2011 war in der elften Folge von Mord mit Aussicht (Tödlicher Lehrstoff) Love Lost zu hören.

## Diskografie
Alben
- 2009: Conditions
- 2010: Conditions Remixed
- 2012: The Temper Trap
- 2016: Thick as Thieves

Singles
- 2008: Sweet Disposition (US: Platin)
- 2009: Science of Fear
- 2010: Fader
- 2010: Love Lost
- 2012: Rabbit Hole
- 2012: Need Your Love
- 2012: Trembling Hands
- 2012: Miracle
- 2016: Thick as Thieves
- 2016: Fall Together

## Auszeichnungen für Musikverkäufe
| 2× Silberne Schallplatte - Europa (Impala) - 2012: für das Album The Temper Trap - Neuseeland - 2023: für das Album Conditions Platin-Schallplatte - Italien - 2015: für die Single Sweet Disposition - Spanien - 2024: für die Single Sweet Disposition | 4× Platin-Schallplatte - Neuseeland - 2025: für die Single Sweet Disposition Diamantene Schallplatte - Europa (Impala) - 2012: für das Album Conditions |

Anmerkung: Auszeichnungen in Ländern aus den Charttabellen bzw. Chartboxen sind in ebendiesen zu finden.
| Land/RegionAuszeichnungen für Musikverkäufe (Land/Region, Auszeichnungen, Verkäufe, Quellen) | Silber     | Gold     | Platin       | Diamant  | Verkäufe  | Quellen              |
| -------------------------------------------------------------------------------------------- | ---------- | -------- | ------------ | -------- | --------- | -------------------- |
| Australien (ARIA)                                                                            | —          | Gold1    | 13× Platin13 | —        | 945.000   | aria.com.au          |
| Europa (Impala)                                                                              | 2× Silber2 | —        | —            | Diamant1 | (240.000) | impalamusic.org      |
| Italien (FIMI)                                                                               | —          | —        | Platin1      | —        | 50.000    | fimi.it              |
| Neuseeland (RMNZ)                                                                            | —          | Gold1    | 4× Platin4   | —        | 127.500   | radioscope.co.nz NZ2 |
| Spanien (Promusicae)                                                                         | —          | —        | Platin1      | —        | 60.000    | elportaldemusica.es  |
| Vereinigte Staaten (RIAA)                                                                    | —          | —        | Platin1      | —        | 1.000.000 | riaa.com             |
| Vereinigtes Königreich (BPI)                                                                 | —          | Gold1    | 3× Platin3   | —        | 1.900.000 | bpi.co.uk            |
| Insgesamt                                                                                    | 2× Silber2 | 3× Gold3 | 23× Platin23 | Diamant1 |           |                      |